# What a Girl Wants (filme)
What a Girl Wants (Brasil: Tudo que uma Garota Quer / Portugal: O que uma Rapariga Quer) é um filme estadunidense de 2003, do gênero comédia romântica, dirigido por Dennie Gordon e estrelado por Amanda Bynes, Colin Firth, Kelly Preston e Oliver James. Este é um remake do filme de 1958, The Reluctant Debutante, que por sua vez foi baseado numa peça de teatro de mesmo nome. O título, What a Girl Wants, veio da canção de Christina Aguilera, que irônicamente, não aparece no filme ou na sua trilha sonora.

## Sinopse
Daphne é uma garota que vive e trabalha com a mãe, e que descobre o paradeiro do pai, um poderoso político que está do outro lado do oceano Atlântico. Para encontrá-lo, ela larga sua vida comum e parte para a Inglaterra, onde muitas confusões a esperam.

## Elenco
- Amanda Bynes como Daphne Reynolds
- Colin Firth como Lord Henry Dashwood, Conde de Wycombe
- Oliver James como Ian Wallace
- Kelly Preston como Libby Reynolds
- Eileen Atkins como Lady Jocelyn Dashwood, Condessa de Wycombe
- Anna Chancellor como Glynnis Payne
- Jonathan Pryce como Alistair Payne
- Christina Cole como Clarissa Payne
- Sylvia Syms como Princesa Charlotte
- Tara Summers como Noelle
- Ben Scholfield como Armistead Stuart
- Cassie Powney como Peach Orwood
- Connie Powney como Pear Orwood
- Peter Hugo como Charles, Príncipe de Gales'
- Matthew Turpin como Príncipe William de Gales
- Elliot Gibson como Príncipe Harry de Gales

## Lançamento

### Bilheteria
Apesar de ter recebido críticas mistas, o filme foi um sucesso de bilheteria. Em sua semana de estreia, o filme arrecadou $11,434,964 em 2,964 cinemas dos Estados Unidos e Canadá, ranking #2 na bilheteria. Até o final de sua execução, ele arrecadou $36,105,433 no mercado interno e $14,626,706 internacionalmente, totalizando $50,732,139 mundialmente.

### Resposta da crítica
O filme recebeu críticas mistas a negativas dos críticos, com uma avaliação crítica positiva de 35% no Rotten Tomatoes. O San Francisco Chronicle chamou-lhe uma "comédia adolescente terrível." The Village Voice descreveu o filme como "uma aventura higienizada do ambiente de Mary Kate e Ashley.

### Censura
Antes do lançamento do filme nos EUA, anúncios impressos foram alterados para remover o sinal de paz que Amanda estava dando no cartaz. Um representante da Warner Bros. explicou: "'Em tempo de guerra, fizemos uma pequena alteração para que pudéssemos evitar qualquer declaração política potencial em um filme completamente apolítico".